# Asher Roth
Asher Paul Roth (ur. 11 sierpnia 1985 w Nowym Jorku) – amerykański raper.

## Dyskografia

### Albumy
- 2009: Asleep in the Bread Aisle

### Mixtape’y
- 2008: The GreenHouse Effect
- 2010: Seared Foie Gras with Quince and Cranberry